# IC 766
IC 766 је лентикуларна галаксија у сазвјежђу Гавран која се налази на листи објеката дубоког неба у Индекс каталогу.
Деклинација објекта је - 12° 39' 17" а ректасцензија 12h 10m 53,6s. Привидна величина (магнитуда) објекта IC 766 износи 14,0 а фотографска магнитуда 14,9. IC 766 је још познат и под ознакама MCG -2-31-20, PGC 38775.